# Полтавская хлопкопрядильная фабрика
Полтавская хлопкопрядильная фабрика (укр. Полтавська бавовнопрядильна фабрика) — бывшее промышленное предприятие в Киевском районе города Полтава.

## История

### 1934 - 1991
В соответствии с вторым пятилетним планом развития народного хозяйства СССР в мае 1934 года в Полтаве началось сооружение комплекса предприятий прядильно-трикотажного комбината, рассчитанного на 5,5 тысяч работников. Помощь в подготовке кадров предприятия оказали специалисты из Иваново и Орехово-Зуево, первые 10 тысяч веретен установили и наладили монтажники родственных предприятий Московской и Ивановской областей и в 1934 году Полтавская прядильная фабрика была введена в эксплуатацию.
В 1936 году состоялся первый выпуск организованных на фабрике учебных курсов, удостоверения прядильщиц получили первые 80 женщин-работниц. В дальнейшем, обучение работников фабрики было продолжено.
В 1940 году на фабрике насчитывалось 100 тысяч прядильных и 23 тысячи крутильных веретен, производительность предприятия составляла 24,5 тонн пряжи в сутки.
После начала Великой Отечественной войны 22 июня 1941 на предприятиях Полтавы прошли митинги. В этот день коллектив работников прядильной фабрики принял решение отработать один день бесплатно, а заработанные за этот день деньги были перечислены в Фонд укрепления обороноспособности СССР. Позднее, в связи с приближением к городу линии фронта, в августе-сентябре 1941 года Полтавская прядильная фабрика была эвакуирована на восток страны и 3 октября 1941 года - прибыла в Семипалатинск. 1 февраля 1942 года фабрика начала работать на оборону.
Во время оккупации Полтавы немецкими войсками здание фабрики было полностью уничтожено немцами. Восстановление предприятия началось осенью 1943 года, сразу после освобождения города.
В 1944 году прядильная фабрика дала первую продукцию, а в 1946 году вышла на уровень несколько сотен тонн пряжи в год.
В 1952 году на фабрике был введён в эксплуатацию красильный корпус, после чего предприятие освоило производство свыше 10 расцветок ткани.
К 1956 году 1-я и 2-я очереди фабрики были полностью восстановлены.
В 1960 году фабрика начала перерабатывать в смеси с хлопком вискозное штапельное волокно, что на 10% увеличило производительность предприятия и повысило качество выпускаемой ткани.
В ноябре 1960 года был открыт Дворец культуры и техники хлопкопрядильной фабрики (по адресу ул. Октябрьская, 67).
В 1964 году был введён в эксплуатацию новый корпус фабрики с 22 тысячами веретен гребенного производства.
По состоянию на начало 1989 года, Полтавская хлопкопрядильная фабрика являлась одним из крупнейших предприятий лёгкой промышленности УССР. Общая численность работников предприятия составляла свыше трёх тысяч человек. Фабрика изготавливала чистую хлопчатобумажную пряжу и смеси хлопка с синтетическими и вискозными волокнами для 70 ткацких и трикотажных предприятий УССР, в качестве сырья использовался хлопок хлопкоочистительных заводов республик Средней Азии. Отходы производства полностью использовались в цехах ширпотреба, которые выпускали ватин для мебели, пряжу для вязания и иную продукцию.
На балансе предприятия находилось значительное количество объектов социальной сферы: магазин-кулинария, две столовые на 500 мест, два здравпункта с кабинетом лечебной физкультуры, сауной и водолечебницей, 17 комнат отдыха, волейбольная и футбольная площадки, санаторий-профилакторий, 4 дошкольных учреждения на 780 мест, две базы отдыха (в Геническе и в с. Сокилки), пионерский лагерь в селе Диканьки Михайловского района, 4 общежития для бессемейных рабочих и одно общежитие для молодых семей.
5 января 1989 года было принято постановление Совета министров УССР о техническом переоснащении важнейших предприятий лёгкой промышленности УССР (в число которых была включена и Полтавская хлопкопрядильная фабрика), однако запланированное техническое перевооружение не состоялось.

### После 1991
После провозглашения независимости Украины Полтавская хлопкопрядильная фабрика стала самым крупным хлопкоперерабатывающим предприятием на территории Украины и была преобразована в арендное предприятие. В декабре 1993 года находившиеся на балансе предприятия объекты социальной инфраструктуры города (Дворец культуры, дом технического творчества, 4 детских сада, 23 жилых дома, центральная квартальная котельная, водопроводные, канализационные, газовые и теплосети) были переданы в коммунальную собственность Полтавской области.
В дальнейшем, фабрика была преобразована в коллективное предприятие "Полтавская хлопкопрядильная фабрика".